# Championnats d'Europe de natation 2004
Navigation
Berlin 2002 Budapest 2006
Les 27es Championnats d'Europe de natation se sont tenus à Madrid (Espagne) du 10 mai au 16 mai 2004. Le pays accueille pour la troisième fois de son histoire cet événement organisé par la Ligue européenne de natation après l'édition 1970 disputée à Barcelone, puis l'édition 1997 disputée à Séville.

## Tableau des médailles
| Rang  | Nations     | Médaille d'or | Médaille d'argent | Médaille de bronze | Total |
| ----- | ----------- | ------------- | ----------------- | ------------------ | ----- |
| 1er   | Ukraine     | 11            | 3                 | 5                  | 19    |
| 2e    | Russie      | 10            | 14                | 6                  | 30    |
| 3e    | Italie      | 8             | 6                 | 12                 | 26    |
| 4e    | Allemagne   | 7             | 3                 | 5                  | 15    |
| 5e    | France      | 6             | 7                 | 4                  | 17    |
| 6e    | Espagne     | 3             | 6                 | 4                  | 13    |
| 7e    | Autriche    | 3             | 1                 | 1                  | 5     |
| 8e    | Suède       | 2             | 1                 | 3                  | 6     |
| 8e    | Hongrie     | 2             | 1                 | 3                  | 6     |
| 10e   | Roumanie    | 1             | 3                 | 5                  | 9     |
| 11e   | Pays-Bas    | 1             | 3                 | 2                  | 6     |
| 12e   | Finlande    | 1             | 2                 | 0                  | 3     |
| 13e   | Slovaquie   | 1             | 1                 | 0                  | 2     |
| 14e   | Pologne     | 1             | 0                 | 1                  | 2     |
| 15e   | Tchéquie    | 1             | 0                 | 0                  | 1     |
| 16e   | Slovénie    | 0             | 3                 | 2                  | 5     |
| 17e   | Biélorussie | 0             | 2                 | 0                  | 2     |
| 18e   | Royaume-Uni | 0             | 1                 | 0                  | 1     |
| 18e   | Lituanie    | 0             | 1                 | 0                  | 1     |
| 20e   | Bulgarie    | 0             | 0                 | 2                  | 2     |
| 20e   | Grèce       | 0             | 0                 | 2                  | 2     |
| 20e   | Danemark    | 0             | 0                 | 2                  | 2     |
| 23e   | Croatie     | 0             | 0                 | 1                  | 1     |
| Total |             | 58            | 58                | 60                 | 176   |

## Tableau des médailles (bassin de 50 m uniquement)
| Rang  | Nations            | Médaille d'or | Médaille d'argent | Médaille de bronze | Total |
| ----- | ------------------ | ------------- | ----------------- | ------------------ | ----- |
| 1er   | Ukraine            | 9             | 2                 | 2                  | 13    |
| 2e    | France             | 5             | 7                 | 3                  | 15    |
| 3e    | Italie             | 5             | 2                 | 7                  | 14    |
| 4e    | Russie             | 4             | 9                 | 3                  | 16    |
| 5e    | Autriche           | 3             | 1                 | 1                  | 5     |
| 6e    | Suède              | 2             | 1                 | 3                  | 6     |
| 6e    | Hongrie            | 2             | 1                 | 3                  | 6     |
| 8e    | Espagne            | 2             | 1                 | 2                  | 5     |
| 9e    | Roumanie           | 1             | 3                 | 5                  | 9     |
| 10e   | Pays-Bas           | 1             | 3                 | 2                  | 6     |
| 11e   | Slovaquie          | 1             | 1                 | 0                  | 2     |
| 12e   | Allemagne          | 1             | 0                 | 2                  | 3     |
| 13e   | Pologne            | 1             | 0                 | 1                  | 2     |
| 14e   | République tchèque | 1             | 0                 | 0                  | 1     |
| 15e   | Slovénie           | 0             | 3                 | 2                  | 5     |
| 16e   | Biélorussie        | 0             | 2                 | 0                  | 2     |
| 17e   | Finlande           | 0             | 1                 | 0                  | 1     |
| 17e   | Lituanie           | 0             | 1                 | 0                  | 1     |
| 19e   | Danemark           | 0             | 0                 | 2                  | 2     |
| 20e   | Grèce              | 0             | 0                 | 1                  | 1     |
| 20e   | Croatie            | 0             | 0                 | 1                  | 1     |
| Total |                    | 38            | 38                | 40                 | 116   |

## Nage en eau libre

### 5 km
| Rang          | Athlète         | Pays        | Temps         |
| ------------- | --------------- | ----------- | ------------- |
| Médaille d'or | Fario Venturini | Italie      | 51 min 41 s 4 |
|               | Alan Bircher    | Royaume-Uni | 51 min 55 s 4 |
|               | Stefano Rubaudo | Italie      | 52 min 11 s 8 |

| Rang              | Athlète         | Pays      | Temps         |
| ----------------- | --------------- | --------- | ------------- |
| Médaille d'or     | Britta Kamrau   | Allemagne | 59 min 11 s 3 |
| Médaille d'argent | Stefanie Biller | Allemagne | 59 min 14 s 4 |
|                   | Xenia Lopez     | Espagne   | 59 min 16 s 3 |

### 10 km
| Rang              | Athlète            | Pays   | Temps             |
| ----------------- | ------------------ | ------ | ----------------- |
| Médaille d'or     | Evguen Kochkarov   | Russie | 1 h 45 min 21 s 5 |
| Médaille d'argent | Massimiliano Parla | Italie | 1 h 45 min 22 s 8 |
|                   | Anton Sanatchev    | Russie | 1 h 45 min 23 s 9 |

| Rang              | Athlète       | Pays      | Temps             |
| ----------------- | ------------- | --------- | ----------------- |
| Médaille d'or     | Britta Kamrau | Allemagne | 1 h 54 min 24 s 0 |
| Médaille d'argent | Marta Nogues  | Espagne   | 1 h 54 min 25 s 6 |
|                   | Angela Maurer | Allemagne | 1 h 54 min 26 s 0 |

### 25 km
| Rang               | Athlète          | Pays     | Temps             |
| ------------------ | ---------------- | -------- | ----------------- |
| Médaille d'or      | Evguen Kochkarov | Russie   | 4 h 18 min 00 s 5 |
| Médaille d'argent  | David Meca       | Espagne  | 4 h 18 min 00 s 5 |
| Médaille de bronze | Petar Stoychev   | Bulgarie | 4 h 18 min 02 s 5 |

| Rang               | Athlète          | Pays      | Temps             |
| ------------------ | ---------------- | --------- | ----------------- |
| Médaille d'or      | Britta Kamrau    | Allemagne | 4 h 39 min 11 s 0 |
| Médaille d'argent  | Natalia Pankina  | Russie    | 4 h 39 min 23 s 5 |
| Médaille de bronze | Ivanka Moralieva | Bulgarie  | 4 h 41 min 21 s 2 |

## Bassin de 50 m

### 50 m nage libre
| Rang               | Athlète         | Pays   | Temps   |
| ------------------ | --------------- | ------ | ------- |
| Médaille d'or      | Aleksandr Popov | Russie | 22 s 32 |
| Médaille d'argent  | Stefan Nystrand | Suède  | 22 s 42 |
| Médaille de bronze | Lorenzo Vismara | Italie | 22 s 45 |

| Rang               | Athlète             | Pays        | Temps   |
| ------------------ | ------------------- | ----------- | ------- |
| Médaille d'or      | Therese Alshammar   | Suède       | 25 s 12 |
| Médaille d'argent  | Sviatlana Khakhlova | Biélorussie | 25 s 20 |
| Médaille de bronze | Sandra Volker       | Allemagne   | 25 s 24 |

### 100 m nage libre
| Rang               | Athlète                   | Pays     | Temps   |
| ------------------ | ------------------------- | -------- | ------- |
| Médaille d'or      | Filippo Magnini           | Italie   | 48 s 87 |
| Médaille d'argent  | Pieter van den Hoogenband | Pays-Bas | 49 s 33 |
| Médaille de bronze | Christian Galenda         | Italie   | 49 s 55 |

| Rang               | Athlète                | Pays     | Temps   |
| ------------------ | ---------------------- | -------- | ------- |
| Médaille d'or      | Malia Metella          | France   | 54 s 46 |
| Médaille d'argent  | Marleen Veldhuis       | Pays-Bas | 54 s 86 |
| Médaille de bronze | Nery-Madey Niangkouara | Grèce    | 55 s 05 |

### 200 m nage libre
| Rang               | Athlète                   | Pays     | Temps         |
| ------------------ | ------------------------- | -------- | ------------- |
| Médaille d'or      | Pieter van den Hoogenband | Pays-Bas | 1 min 47 s 05 |
| Médaille d'argent  | Andreï Kapralov           | Russie   | 1 min 48 s 28 |
| Médaille de bronze | Filippo Magnini           | Italie   | 1 min 48 s 69 |
| Médaille de bronze | Massimiliano Rosolino     | Italie   | 1 min 48 s 69 |

| Rang               | Athlète          | Pays     | Temps         |
| ------------------ | ---------------- | -------- | ------------- |
| Médaille d'or      | Camelia Potec    | Roumanie | 1 min 58 s 20 |
| Médaille d'argent  | Solenne Figuès   | France   | 1 min 58 s 30 |
| Médaille de bronze | Jesejin Lillhage | Suède    | 1 min 59 s 45 |

### 400 m nage libre
| Rang               | Athlète            | Pays     | Temps         |
| ------------------ | ------------------ | -------- | ------------- |
| Médaille d'or      | Emiliano Brembilla | Italie   | 3 min 49 s 14 |
| Médaille d'argent  | Yuriy Prilukov     | Russie   | 3 min 49 s 51 |
| Médaille de bronze | Dragos Coman       | Roumanie | 3 min 49 s 52 |

| Rang               | Athlète        | Pays     | Temps         |
| ------------------ | -------------- | -------- | ------------- |
| Médaille d'or      | Laure Manaudou | France   | 4 min 7 s 90  |
| Médaille d'argent  | Camelia Potec  | Roumanie | 4 min 9 s 31  |
| Médaille de bronze | Yana Klochkova | Ukraine  | 4 min 10 s 53 |

### 800 m nage libre
| Rang               | Athlète          | Pays     | Temps         |
| ------------------ | ---------------- | -------- | ------------- |
| Médaille d'or      | Erika Villaécija | Espagne  | 8 min 31 s 26 |
| Médaille d'argent  | Anja Carman      | Slovénie | 8 min 37 s 10 |
| Médaille de bronze | Camelia Potec    | Roumanie | 8 min 37 s 56 |

### 1500 m nage libre
| Rang               | Athlète         | Pays     | Temps          |
| ------------------ | --------------- | -------- | -------------- |
| Médaille d'or      | Yuriy Prilukov  | Russie   | 15 min 4 s 35  |
| Médaille d'argent  | Ihor Chervinsky | Ukraine  | 15 min 11 s 94 |
| Médaille de bronze | Dragos Corman   | Roumanie | 15 min 15 s 42 |

### 50 m dos
| Rang               | Athlète            | Pays      | Temps   |
| ------------------ | ------------------ | --------- | ------- |
| Médaille d'or      | Stev Theloke       | Allemagne | 25 s 61 |
| Médaille d'argent  | Darius Grigalionis | Lituanie  | 25 s 67 |
| Médaille de bronze | David Ortega       | Espagne   | 25 s 69 |

| Rang               | Athlète            | Pays               | Temps   |
| ------------------ | ------------------ | ------------------ | ------- |
| Médaille d'or      | Ilona Hlavackova   | République tchèque | 29 s 00 |
| Médaille d'argent  | Nina Zhivanevskaya | Espagne            | 29 s 03 |
| Médaille de bronze | Alessandra Cappa   | Italie             | 29 s 18 |

### 100 m dos
| Rang               | Athlète      | Pays      | Temps   |
| ------------------ | ------------ | --------- | ------- |
| Médaille d'or      | László Cseh  | Hongrie   | 55 s 26 |
| Médaille d'argent  | Markus Rogan | Autriche  | 55 s 27 |
| Médaille de bronze | Stev Theloke | Allemagne | 55 s 39 |

| Rang               | Athlète             | Pays    | Temps        |
| ------------------ | ------------------- | ------- | ------------ |
| Médaille d'or      | Laure Manaudou      | France  | 1 min 0 s 93 |
| Médaille d'argent  | Stanislava Komarova | Russie  | 1 min 1 s 89 |
| Médaille de bronze | Nina Zhivanevskaya  | Espagne | 1 min 2 s 38 |

### 200 m dos
| Rang               | Athlète       | Pays     | Temps         |
| ------------------ | ------------- | -------- | ------------- |
| Médaille d'or      | Markus Rogan  | Autriche | 1 min 57 s 58 |
| Médaille d'argent  | Razvan Florea | Roumanie | 1 min 58 s 00 |
| Médaille de bronze | Simon Dufour  | France   | 1 min 58 s 54 |

| Rang               | Athlète             | Pays     | Temps         |
| ------------------ | ------------------- | -------- | ------------- |
| Médaille d'or      | Stanislava Komarova | Russie   | 2 min 10 s 97 |
| Médaille d'argent  | Anja Carman         | Slovénie | 2 min 13 s 12 |
| Médaille de bronze | Sanja Jovanovic     | Croatie  | 2 min 13 s 95 |

### 50 m brasse
| Rang               | Athlète        | Pays     | Temps   |
| ------------------ | -------------- | -------- | ------- |
| Médaille d'or      | Oleh Lisohor   | Ukraine  | 27 s 55 |
| Médaille d'argent  | Hugues Duboscq | France   | 28 s 23 |
| Médaille de bronze | Matjaz Markic  | Slovénie | 28 s 24 |

| Rang               | Athlète          | Pays     | Temps   |
| ------------------ | ---------------- | -------- | ------- |
| Médaille d'or      | Maria Östling    | Suède    | 31 s 68 |
| Médaille d'argent  | Elena Bogomazova | Russie   | 31 s 90 |
| Médaille de bronze | Majken Thorup    | Danemark | 32 s 05 |

### 100 m brasse
| Rang               | Athlète        | Pays    | Temps        |
| ------------------ | -------------- | ------- | ------------ |
| Médaille d'or      | Oleh Lisohor   | Ukraine | 1 min 1 s 13 |
| Médaille d'argent  | Hugues Duboscq | France  | 1 min 1 s 25 |
| Médaille de bronze | Richard Bodor  | Hongrie | 1 min 1 s 54 |

| Rang               | Athlète             | Pays     | Temps        |
| ------------------ | ------------------- | -------- | ------------ |
| Médaille d'or      | Svitlana Bondarenko | Ukraine  | 1 min 9 s 23 |
| Médaille d'argent  | Elena Bogomazova    | Russie   | 1 min 9 s 37 |
| Médaille de bronze | Mirna Jukić         | Autriche | 1 min 9 s 41 |
| Médaille de bronze | Maria Oestling      | Suède    | 1 min 9 s 41 |

### 200 m brasse
| Rang               | Athlète           | Pays    | Temps         |
| ------------------ | ----------------- | ------- | ------------- |
| Médaille d'or      | Paolo Bossini     | Italie  | 2 min 11 s 73 |
| Médaille d'argent  | Dmitry Komornikov | Russie  | 2 min 12 s 02 |
| Médaille de bronze | Richard Bodor     | Hongrie | 2 min 13 s 27 |

| Rang               | Athlète          | Pays     | Temps         |
| ------------------ | ---------------- | -------- | ------------- |
| Médaille d'or      | Mirna Jukić      | Autriche | 2 min 27 s 50 |
| Médaille d'argent  | Alenka Kejzar    | Slovénie | 2 min 29 s 71 |
| Médaille de bronze | Elena Bogomazova | Russie   | 2 min 29 s 77 |

### 50 m papillon
| Rang               | Athlète           | Pays    | Temps   |
| ------------------ | ----------------- | ------- | ------- |
| Médaille d'or      | Serhiy Breus      | Ukraine | 24 s 02 |
| Médaille d'argent  | Nikolai Skvortsov | Russie  | 24 s 05 |
| Médaille de bronze | Andriy Serdinov   | Ukraine | 24 s 16 |

| Rang               | Athlète             | Pays      | Temps   |
| ------------------ | ------------------- | --------- | ------- |
| Médaille d'or      | Natalia Soutiaguina | Russie    | 27 s 04 |
| Médaille d'argent  | Martina Moravcova   | Slovaquie | 27 s 09 |
| Médaille de bronze | Chantal Groot       | Pays-Bas  | 27 s 11 |

### 100 m papillon
| Rang               | Athlète           | Pays    | Temps   |
| ------------------ | ----------------- | ------- | ------- |
| Médaille d'or      | Andriy Serdinov   | Ukraine | 52 s 31 |
| Médaille d'argent  | Franck Esposito   | France  | 52 s 65 |
| Médaille de bronze | Nikolay Skvortsov | Russie  | 52 s 75 |

| Rang               | Athlète            | Pays      | Temps   |
| ------------------ | ------------------ | --------- | ------- |
| Médaille d'or      | Martina Moravcova  | Slovaquie | 58 s 05 |
| Médaille d'argent  | Malia Metella      | France    | 58 s 78 |
| Médaille de bronze | Otylia Jedrzejczak | Pologne   | 58 s 85 |

### 200 m papillon
| Rang               | Athlète          | Pays     | Temps         |
| ------------------ | ---------------- | -------- | ------------- |
| Médaille d'or      | Denys Sylantyev  | Ukraine  | 1 min 56 s 71 |
| Médaille d'argent  | Ioan Gherghel    | Roumanie | 1 min 56 s 82 |
| Médaille de bronze | Anatoli Poliakov | Russie   | 1 min 57 s 45 |

| Rang               | Athlète            | Pays     | Temps        |
| ------------------ | ------------------ | -------- | ------------ |
| Médaille d'or      | Otylia Jedrzejczak | Pologne  | 2 min 6 s 47 |
| Médaille d'argent  | Paola Cavallino    | Italie   | 2 min 9 s 27 |
| Médaille de bronze | Mette Jacobsen     | Danemark | 2 min 9 s 43 |

### 200 m quatre nages
| Rang               | Athlète               | Pays     | Temps         |
| ------------------ | --------------------- | -------- | ------------- |
| Médaille d'or      | Markus Rogan          | Autriche | 1 min 59 s 79 |
| Médaille d'argent  | Jani Sievinen         | Finlande | 2 min 0 s 43  |
| Médaille de bronze | Massimiliano Rosolino | Italie   | 2 min 0 s 53  |

| Rang               | Athlète          | Pays        | Temps         |
| ------------------ | ---------------- | ----------- | ------------- |
| Médaille d'or      | Yana Klochkova   | Ukraine     | 2 min 12 s 56 |
| Médaille d'argent  | Hanna Shcherba   | Biélorussie | 2 min 15 s 03 |
| Médaille de bronze | Béatrice Caslaru | Roumanie    | 2 min 15 s 70 |

### 400 m quatre nages
| Rang               | Athlète           | Pays    | Temps         |
| ------------------ | ----------------- | ------- | ------------- |
| Médaille d'or      | László Cseh       | Hongrie | 4 min 12 s 86 |
| Médaille d'argent  | Luca Marin        | Italie  | 4 min 14 s 31 |
| Médaille de bronze | Alessio Boggiatto | Italie  | 4 min 14 s 32 |

| Rang               | Athlète        | Pays     | Temps         |
| ------------------ | -------------- | -------- | ------------- |
| Médaille d'or      | Yana Klochkova | Ukraine  | 4 min 35 s 80 |
| Médaille d'argent  | Éva Risztov    | Hongrie  | 4 min 37 s 97 |
| Médaille de bronze | Anja Klinar    | Slovénie | 4 min 40 s 02 |

### 4 × 100 m nage libre
| Rang               | Athlète                                                              | Pays   | Temps         |
| ------------------ | -------------------------------------------------------------------- | ------ | ------------- |
| Médaille d'or      | Lorenzo Vismara Christian Galenda Giacomo Vassanelli Filippo Magnini | Italie | 3 min 15 s 66 |
| Médaille d'argent  | Andrey Kapralov Evgeny Lagunov Ivan Usov Denis Pimankov              | Russie | 3 min 17 s 00 |
| Médaille de bronze | Amaury Leveaux Germain Cayette Julien Sicot Fabien Gilot             | France | 3 min 18 s 10 |

| Rang               | Athlète                                                             | Pays     | Temps         |
| ------------------ | ------------------------------------------------------------------- | -------- | ------------- |
| Médaille d'or      | Solenne Figuès Céline Couderc Aurore Mongel Malia Metella           | France   | 3 min 40 s 67 |
| Médaille d'argent  | Inge Dekker Chantal Groot Annabel Kosten Marleen Veldhuis           | Pays-Bas | 3 min 41 s 39 |
| Médaille de bronze | Johanna Sjöberg Gabriella Fagundez Cathrin Carlzon Jesejin Lillhage | Suède    | 3 min 43 s 54 |

### 4 × 200 m nage libre
| Rang               | Athlète                                                                    | Pays   | Temps         |
| ------------------ | -------------------------------------------------------------------------- | ------ | ------------- |
| Médaille d'or      | Emiliano Brembilla Matteo Pelliciari Massimiliano Rosolino Filippo Magnini | Italie | 7 min 11 s 93 |
| Médaille d'argent  | Maksim Kouznetsov Yevgeniy Natsvin Andrey Kapralov Yuri Prilukov           | Russie | 7 min 16 s 95 |
| Médaille de bronze | Fabien Horth Nicolas Kintz Nicolas Rostoucher Amaury Leveaux               | France | 7 min 19 s 00 |

| Rang               | Athlète                                                        | Pays     | Temps        |
| ------------------ | -------------------------------------------------------------- | -------- | ------------ |
| Médaille d'or      | Tatiana Rouba Melissa Caballero Laura Roca Erika Villaécija    | Espagne  | 8 min 3 s 41 |
| Médaille d'argent  | Céline Couderc Katarin Quelennec Elsa N'Guessan Solenne Figuès | France   | 8 min 6 s 04 |
| Médaille de bronze | Camelia Potec Larisa Lacusta Béatrice Caslaru Simona Paduraru  | Roumanie | 8 min 6 s 26 |

### 4 × 100 m quatre nages
| Rang               | Athlète                                                           | Pays    | Temps         |
| ------------------ | ----------------------------------------------------------------- | ------- | ------------- |
| Médaille d'or      | Volodymyr Nikolaychuk Oleg Lisogor Andriy Serdinov Yuriy Yegoshin | Ukraine | 3 min 37 s 14 |
| Médaille d'argent  | Simon Dufour Hugues Duboscq Franck Esposito Julien Sicot          | France  | 3 min 37 s 77 |
| Médaille de bronze | László Cseh Richard Bodor Zsolt Gáspár Attila Zubor               | Hongrie | 3 min 37 s 86 |

| Rang               | Athlète                                                              | Pays     | Temps        |
| ------------------ | -------------------------------------------------------------------- | -------- | ------------ |
| Médaille d'or      | Laure Manaudou Laurie Thomassin Aurore Mongel Malia Metella          | France   | 4 min 5 s 96 |
| Médaille d'argent  | Iryna Amcheninikova Svitlana Bondarenko Yana Klochkova Olga Moukomol | Ukraine  | 4 min 6 s 35 |
| Médaille de bronze | Stefanie Luiken Madelon Baans Chantal Groot Marleen Veldhuis         | Pays-Bas | 4 min 7 s 41 |

## Plongeon

### Plongeoir d'un mètre
| Rang               | Athlète             | Pays      | Points |
| ------------------ | ------------------- | --------- | ------ |
| Médaille d'or      | Joona Puhakka       | Finlande  |        |
| Médaille d'argent  | Nicola Marconi      | Italie    |        |
| Médaille de bronze | Tobias Schellenberg | Allemagne |        |

| Rang               | Athlète           | Pays      | Points |
| ------------------ | ----------------- | --------- | ------ |
| Médaille d'or      | Heike Fischer     | Allemagne |        |
| Médaille d'argent  | Natalia Oumyskova | Russie    |        |
| Médaille de bronze | Tania Cagnotto    | Italie    |        |

### Plongeoir de trois mètres
| Rang               | Athlète           | Pays      | Points |
| ------------------ | ----------------- | --------- | ------ |
| Médaille d'or      | Andreas Wels      | Allemagne |        |
| Médaille d'argent  | Joona Puhakka     | Finlande  |        |
| Médaille de bronze | Vassili Lissovsky | Russie    |        |

| Rang               | Athlète          | Pays    | Points |
| ------------------ | ---------------- | ------- | ------ |
| Médaille d'or      | Ioulia Pakhalina | Russie  |        |
| Médaille d'argent  | Vera Llyna       | Russie  |        |
| Médaille de bronze | Olena Fedorova   | Ukraine |        |

### Plongeoir de trois mètres synchronisé
| Rang               | Athlète                              | Pays    | Points |
| ------------------ | ------------------------------------ | ------- | ------ |
| Médaille d'or      | Nicola Marconi et Tommaso Marconi    | Italie  |        |
| Médaille d'argent  | Sergueï Anikine et Vassili Lissovsky | Russie  |        |
| Médaille de bronze | Dmytro Lysenko et Youri Shlyakhoc    | Ukraine |        |

| Rang               | Athlète                              | Pays      | Points |
| ------------------ | ------------------------------------ | --------- | ------ |
| Médaille d'or      | Vera Llyna et Ioulia Pakhalina       | Russie    |        |
| Médaille d'argent  | Ditte Kotzian et Conny Schmalfuss    | Allemagne |        |
| Médaille de bronze | Olena Fedorova et Kristina Ishchenko | Ukraine   |        |

### Plongeoir de dix mètres
| Rang               | Athlète             | Pays      | Points |
| ------------------ | ------------------- | --------- | ------ |
| Médaille d'or      | Roman Volodkov      | Ukraine   |        |
| Médaille d'argent  | Francesco Dell'Uomo | Italie    |        |
| Médaille de bronze | Heiko Meyer         | Allemagne |        |

| Rang               | Athlète            | Pays    | Points |
| ------------------ | ------------------ | ------- | ------ |
| Médaille d'or      | Tania Cagnotto     | Italie  |        |
| Médaille d'argent  | Olena Zhupina      | Ukraine |        |
| Médaille de bronze | Valentina Marocchi | Italie  |        |

### Plongeoir de dix mètres synchronisé
| Rang              | Athlète                             | Pays      | Points |
| ----------------- | ----------------------------------- | --------- | ------ |
| Médaille d'or     | Roman Volodkov et Anton Zakharov    | Ukraine   |        |
| Médaille d'argent | Tony Adam et Heiko Meyer            | Allemagne |        |
| Médaille d'argent | Oleg Vikoulov et Costantin Khabekov | Russie    |        |

| Rang               | Athlète                                | Pays      | Points |
| ------------------ | -------------------------------------- | --------- | ------ |
| Médaille d'or      | Anett Gamm et Nora Subschinski         | Allemagne |        |
| Médaille d'argent  | Dolores Saez De Ibarra et Leire Santos | Espagne   |        |
| Médaille de bronze | Brenda Spaziani et Valentina Marocchi  | Italie    |        |

## Natation synchronisée

### Solo
| Rang               | Athlète            | Pays    | Points |
| ------------------ | ------------------ | ------- | ------ |
| Médaille d'or      | Virginie Dedieu    | France  | 99,600 |
| Médaille d'argent  | Natalia Ichtchenko | Russie  | 97,800 |
| Médaille de bronze | Gemma Mengual      | Espagne | 97,300 |

### Duo
| Rang               | Athlètes                                  | Pays    | Points |
| ------------------ | ----------------------------------------- | ------- | ------ |
| Médaille d'or      | Anastasia Davidova et Anastassia Ermakova | Russie  | 98,800 |
| Médaille d'argent  | Gemma Mengual et Paola Tirados            | Espagne | 97,500 |
| Médaille de bronze | Virginie Dedieu et Laure Thibaud          | France  | 94,000 |

### Par équipes
| Rang               | Athlètes | Pays    | Points |
| ------------------ | --- | ------- | ------ |
| Médaille d'or      | Elena Azarova, Olga Brusnikina, Anastasia Davidova, Anastasia Ermakova, Maria Gromova, Natalia Ichtchenko, Elvira Khasyanova, Maria Kiseleva, Olga Novokchtchenova, Anna Shorina | Russie  | 98,950 |
| Médaille d'argent  | Raquel Corral, Andrea Fuentes, Tina Fuentes, Gemma Mengual, Ana Montero, Gisela Moron, Irina Rodriguez, Alicia Sanz, Ione Serrano, Paola Tirados                                 | Espagne | 96,250 |
| Médaille de bronze | Monica Cirulli, Costanza Fiorentini, Francesca Gangemi, Joey Paccagnella, Elisa Plaisant, Sara Savoia, Beatrice Spaziani, Federica Stefanelli, Lorena Zaffalon, Laura Zanazza    | Italie  | 94,300 |

### Combiné par équipes
| Rang               | Athlètes | Pays    | Points |
| ------------------ | --- | ------- | ------ |
| Médaille d'or      | Raquel Corral, Andrea Fuentes, Tina Fuentes, Gemma Mengual, Ana Montero, Gisela Moron, Irina Rodriguez, Alicia Sanz, Ione Serrano, Paola Tirados                                                  | Espagne | 97,900 |
| Médaille d'argent  | Monica Cirulli, Costanza Fiorentini, Francesca Gangemi, Joey Paccagnella, Elisa Plaisant, Sara Savoia, Beatrice Spaziani, Federica Stefanelli, Lorena Zaffalon, Laura Zanazza                     | Italie  | 95,500 |
| Médaille de bronze | Maria Christodoulou, Eleftheria Ftouli, Eleni Georgiou, Efrosyni Gouda, Apostolia Ioannou, Eirini Iordanopoulou, Evgenia Koutsoudi, Evanthia Makrygianni, Olga Pelekanou, Christina Thalassinidou | Grèce   | 94,200 |